# Sveriges 100 märkligaste sevärdheter

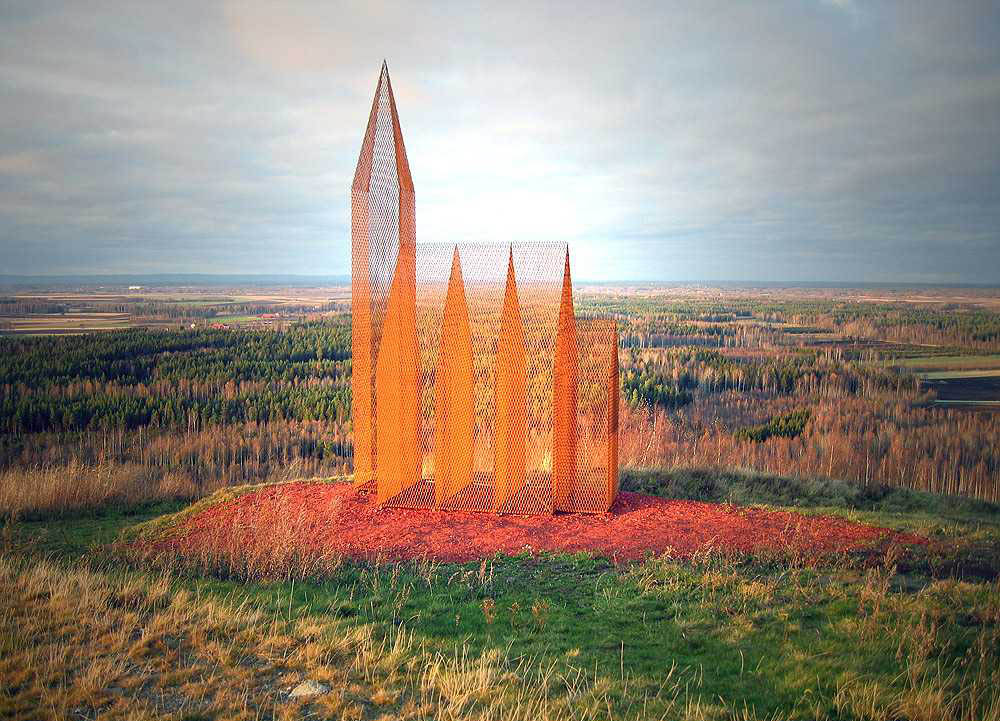
Kent Karlssons verk Absit Omen på Konst på Hög, en av Sveriges märkliga sevärdheter enligt boken.

Sveriges 100 märkligaste sevärdheter är en bok som rankar svenska sevärdheter från 100 till 1. Boken tar upp boende i träd, flygplan, under vatten och i gruva. Den allra märkligaste platsen i Sverige är enligt boken Kvarntorpshögen med Konst på Hög.